# ペーター・ホゥ
ペーター・ホゥ（Peter Høeg、1957年5月17日 - ）は、デンマークの小説家。男性。デンマークの首都コペンハーゲン生まれ。

## 経歴
俳優、船乗り、クラシック・バレエのダンサーなどを経て、1988年に『デンマークの夢の歴史』で小説家デビュー。1992年に刊行したミステリー小説『スミラの雪の感覚』はデンマークのみならず欧米各国でベストセラーとなり、北欧5か国の最優秀の推理小説に贈られるガラスの鍵賞や、英国推理作家協会（CWA）賞のシルバー・ダガー賞を受賞した。1996年には日本語訳も刊行されている。またこの作品は、デンマークの映画監督ビレ・アウグストにより『陰謀のシナリオ』（英：Smilla's Sense of Snow）として映画化された。

## 日本語訳作品
- スミラの雪の感覚 （英訳版からの翻訳、訳：染田屋茂、1996年2月、新潮社、ISBN 410532201X）（Frøken Smillas fornemmelse for sne (1992)）
  - 1993年、スカンジナヴィア推理作家協会主催 第2回ガラスの鍵賞受賞
  - 1994年、英国推理作家協会（CWA）賞のシルバー・ダガー賞受賞
  - 1995年、ドイツ・ミステリ大賞翻訳作品部門受賞（第2位）
- ボーダーライナーズ （訳：今井幹晴、2002年7月、求龍堂、ISBN 4763002155） (De måske egnede (1993))

## 著作リスト
デンマーク語で執筆。
- Forestilling om det tyvende århundrede (1988) （デンマークの夢の歴史）
- Fortællinger om natten (1990) - 恋愛小説の短編集
- Frøken Smillas fornemmelse for sne (1992) （スミラの雪の感覚）
- De måske egnede (1993) （ボーダーライナーズ）
- Kvinden og aben (1996)
- Den stille pige (2006)
- Elefantpassernes børn (2010)